# Przegląd Kolbuszowski
Przegląd Kolbuszowski – polski niskonakładowy miesięcznik regionalny wydawany przez Forum Obywateli Ziemi Kolbuszowskiej. Pierwszy numer został wydany 22 września 1991 roku w Kolbuszowej. Swoim zasięgiem obejmuje Kolbuszową, Cmolas, Raniżów, Majdan Królewski, Niwiska oraz Dzikowiec. Jego redaktorem naczelnym jest Adam Jarosz. W 2012 roku jego średni nakład wynosił od 500 do 700 egzemplarzy.
W miesięczniku publikowane są m.in. serwis informacyjny Urzędu Miejskiego w Kolbuszowej i Przegląd Powiatowy. Do 2012 roku na łamach Przeglądu Kolbuszowskiego ukazywał się także serwis informacyjny Rady Miasta w Kolbuszowej.
Miesięcznik można znaleźć w kioskach i sklepach na terenie powiatu kolbuszowskiego. Aktualne wydania gazety – w postaci pliku pdf – znajdują się także na jej stronie internetowej.  